# María Luisa Real
María Luisa Real González (Piélagos, 1959) es una médica y política española que fue consejera de Sanidad del Gobierno de Cantabria entre julio de 2015 y julio de 2019, como parte de la coalición entre el PSC-PSOE y el PRC resultante de las elecciones autonómicas de mayo  de 2015.

## Biografía
Licenciada en Medicina y Cirugía por la Universidad de Cantabria desde 1982 y miembro del PSOE, ocupó en la primera etapa del bipartito PRC-PSOE la Dirección General de Servicios Sociales y la Gerencia del Instituto Cántabro de Servicios Sociales, cargo del que cesó tras las elecciones autonómicas de 2011, ganadas por el Partido Popular en Cantabria. 
Hasta su nombramiento, ha desarrollado su labor como médico de familia, en el Servicio Cántabro de Salud (Centro de Salud Vargas de Santander).
Miembro de la Agrupación Socialista de Santander, fue la candidata número dos en la lista que su partido presentó para alcanzar el Ayuntamiento de Santander. Asumió su acta de concejal , siendo sustituida por Aurora Hernández cuando cesó para incorporarse a  la Consejería de Sanidad.

### Consejera de Sanidad
Entre sus primeras medidas en el cargo fue la de devolver la tarjeta sanitaria a los inmigrantes irregulares, que había sido eliminada por el Real Decreto-ley 16/2012, de 20 de abril, de medidas urgentes para garantizar la sostenibilidad del Sistema Nacional de Salud.